# Thelaira aurofasciata
Thelaira aurofasciata là một loài ruồi trong họ Tachinidae.